# Chromis cyanea
Chromis cyanea är en fiskart som först beskrevs av Poey, 1860.  Chromis cyanea ingår i släktet Chromis och familjen Pomacentridae. IUCN kategoriserar arten globalt som livskraftig. Inga underarter finns listade i Catalogue of Life.